# Apodichthys fucorum
Apodichthys fucorum és una espècie de peix de la família dels fòlids i de l'ordre dels perciformes.

## Descripció
- Fa 23 cm de llargària màxima.
- 83-84 espines i cap radi tou a l'aleta dorsal.
- 1 espina i 32-38 radis tous a l'aleta anal.
- Aleta caudal arrodonida.
- Aletes pectorals petites.[8][9]

## Alimentació
Menja crustacis petits i mol·luscs.

## Hàbitat i distribució geogràfica
És un peix marí, demersal (fins als 9 m de fondària) i de clima subtropical, el qual viu al Pacífic oriental: les zones de marees i litorals amb algues del gènere Fucus des del nord de la Colúmbia Britànica -el Canadà- fins a Punta Escarpada (el centre de Baixa Califòrnia, Mèxic), incloent-hi el litoral dels Estats Units.

## Observacions
És inofensiu per als humans i pot romandre fora de l'aigua durant 5-20 hores si es manté humit sota les roques o algues, ja que pot respirar aire.